# شمود
شمود (به لهستانی:  Szemud) یک روستا در لهستان است که در گمینا شمود واقع شده‌است. شمود ۱٬۶۳۹ نفر جمعیت دارد.